# Јадници (филм из 2012)
Јадници (фр. Les Misérables) је британски филм из 2012. године, снимљен по истоименом роману Виктора Игоа и истоименом мјузиклу Алaна Бублила и Клода-Мишела Шенберга. Филм је режирао Том Хупер, добитник Оскара за најбољег режисера за филм Краљев говор (2010). Главне улоге у филму тумаче Хју Џекман, Расел Кроу, Ен Хатавеј, Аманда Сајфред, Еди Редмејн, Хелена Бонам Картер и Саша Барон Коен.
Филм Јадници је добио углавном позитивне оцене филмских критичара, који су највише хвалили изведбе глумаца, поготово Хјуа Џекмана и Ен Хатавеј. Филм је освојио многобројне награде, међу којима су и Златни глобус за најбољи играни филм – мјузикл или комедија, Хју Џекман је освојио Златни глобус за најбољег глумца у играном филму (мјузикл или комедија) а Ен Хатавеј Златни глобус за најбољу споредну глумицу у играном филму и Оскар за најбољу споредну глумицу. Ради се о првом мјузиклу номинованом за Оскара за најбољи филм још од 2002. и филма Чикаго

## Улоге
| Глумац              | Улога             |
| ------------------- | ----------------- |
| Хју Џекман          | Жан Валжан        |
| Расел Кроу          | Жавер             |
| Ен Хатавеј          | Фантина           |
| Аманда Сајфрид      | Козета            |
| Еди Редмејн         | Маријус Понмерси  |
| Хелена Бонам Картер | Госпођа Тенардје  |
| Саша Барон Коен     | Господин Тенардје |
| Саманта Баркс       | Епонина           |
| Арон Твајт          | Анжолра           |
| Данијел Хатлстоун   | Гаврош            |
| Колм Вилкинсон      | Бискуп од Диња    |
| Изабел Ален         | Мала Козета       |

## Музичке нумере
1. „“ (Гледајте надоле) – Валжан, Жавер, затвореници
2. „“ (На условној слободи) – Валжан, бискуп од Диња
3. „“ (Ухапшени Валжан, ослобођени Валжан) – Бискуп од Диња
4. „“ (Валжанов солилоквиј (Шта сам урадио?)) – Валжан
5. „“ (На крају свега) – Сиротиња, радници, Фантина, Валжан
6. „“ (Карта за бег) – Валжан, Жавер
7. „“ (Љупке даме) – Морнари, старица, Фантина, проститутке, сводник, зубар
8. „“ (Сањала сам сан) – Фантина
9. „“ (Хапшњење Фантине) – Батамбуа, Фантина, Жавер, Валжан
10. „“ / „“ (Ко сам ја? / Суђење) – Валжан
11. „“ (Дођи код мене (Фантинина смрт)) – Фантина, Валжан
12. „“ (Суочавање) – Жавер Валжан
13. „“ (Замак на облаку) – Мала Козета, госпођа Тенардје
14. „“ (Господар куће) – Тенардје, госпођа Тенардје, гости у крчми
15. „“ (Сцена код бунара) – Валжан, мала Козета
16. „“ (Погодба) - Валжан, Тенардје, госпођа Тенардје
17. „“ (Тенардјеов валц о превари) – Тенардје, Валжан, госпођа Тенардје, мала Козета
18. „“ (Одједном) – Валжан
19. „“ (Звезде) – Жавер
20. „“ (Гледајте надоле) – Гаврош, просјаци, Анжолра, Маријус, студенти
21. „“ (Пљачка) – Тенардје, госпођа Тенардје, Епонина, Валжан
22. „“ (Жаверово посредовање) – Жавер, Тенардје
23. „“ (Задатак за Епонину) – Епонина, Маријус
24. „“ / „“ (Кафе ABC / Црвена и црна) – Студенти, Анжолра, Маријус, Грантер, Гаврош
25. „“ / „“ (Улица Плиме / У мом животу) – Козета, Валжан, Маријус, Епонина
26. „“ (Срце пуно љубави) – Маријус, Козета, Епонина
27. „“ (Напад у Улици Плиме) – Тенардје, лопови, Епонина
28. „“ (Сасвим сама) – Епонина
29. „“ (Још један дан) – Валжан, Маријус, Козета, Епонина, Анжолра, Жавер, Тенардје, госпођа Тенардје, глумачка постава Јадника
30. „“ (Да ли чујете како људи певају?) – Анжолра, студенти, просјаци
31. „“ (Изградња барикаде (На овом камењу)) – Анжолра, Жавер, Маријус, Епонина, Валжан
32. „“ (На барикади (На овом камењу)) – Анжолра, студенти, официри
33. „“ (Жаверов долазак) – Жавер, Анжолра
34. „“ (Мали људи) – Гаврош, студенти, Анжолра, Жавер
35. „“ (Први напад) – Анжолра, Грантер, студенти, Валжан, Жавер
36. „“ (Мало кише) – Епонина, Маријус
37. „“ (Ноћ бола) – Анжолра, Маријус, Валжан, студенти
38. „“ (Пијте са мном) – Грантер, Маријус, Гаврош, студенти
39. „“ (Одведи га кући) – Валжан
40. „“ (Зора бола) – Анжолра, Гаврош, студенти
41. „“ (Други напад (Гаврошова смрт)) – Гаврош, студенти
42. „“ (Последња битка) – Официри, Анжолра, Курферак, студенти
43. „“ (Жаверово самоубиство) – Жавер, Валжан
44. „“ (Осврт) – Парижанке
45. „“ (Празне столице за празним столовима) – Маријус
46. „“ / „“ (Сваки дан / Срце пуно љубави) – Маријус, Козета, Валжан, Жиленорман
47. „“ (Валжаново признање) – Валжан, Маријус
48. „“ (Одједном) – Маријус, Козета
49. „“ (Песма венчања) – Хор, Маријус, Тенардје, госпођа Тенардје
50. „“ (Просјаци на гозби) – Тенардје, госпођа Тенардје
51. „“ (Валжанова смрт) – Валжан, Фантина, Козета, Маријус, бискуп од Диња
52. „“ (Да ли чујете како људи певају?) – Глумачка постава Јадника